# Enderskotten
Enderskotten, auch Melcherskotten, Adelmanns Schleifkotten, Pulvermühlen Kotten oder Johänntgesbrucher Kotten genannt, ist eine Ortslage in der bergischen Großstadt Solingen. Sie geht auf einen dort befindlichen Schleifkotten zurück, der heute als Wohnhaus genutzt wird.

## Lage und Beschreibung
Enderskotten befindet sich abseits städtischer Bebauung im Westen des Stadtbezirks Burg/Höhscheid. Der Ort liegt im Weinsberger Bachtal, das sich zwischen den beiden auf Höhenrücken verlaufenden Straßen Lacher Straße und Bergerstraße befindet. Der Ort ist über eine schmale Straße zu erreichen, die nach ihm benannt ist und die vom Johänntgesbrucher Weg abzweigt, die das Weinsbergtal quert. Der ehemalige Schleifkotten ist heute ein umgebautes und erheblich vergrößertes Wohnhaus in abgeschiedener Lage.
Benachbarte Orte sind bzw. waren (von Nord nach West): Mittelhöhscheid, Hingenberg, Untenfürkelt, Johänntgesbruch, Lache, Henkelskotten, Strupsmühle und Untenhöhscheid.

## Geschichte
Es handelt sich bei dem Enderskotten um einen Schleifkotten, der bereits in der Ploennies-Karte von 1715, Blatt Amt Solingen, unbenannt verzeichnet ist.
Die Topographische Aufnahme der Rheinlande von 1824 verzeichnet den Ort unbenannt, die Preußischen Uraufnahme von 1844 verzeichnet ihn als Schl. Die Preußische Neuaufnahme von 1893 verzeichnet den Ort als Melcherskotten. Dieser Name ist abgeleitet von dem Familiennamen Melcher und hielt sich bis in die 1930er Jahre. Im Anschluss übernahm eine Familie Enders den Kotten.
Der Ort gehörte nach Gründung der Mairien und späteren Bürgermeistereien zur Bürgermeisterei Höhscheid, die im Jahre 1856 das Stadtrecht erhielt, und lag dort am Rande der Flur VI. Meiswinkel.
Mit der Städtevereinigung zu Groß-Solingen wurde Enderskotten ein Ortsteil Solingens.
Der Schleifbetrieb wurde nach dem Zweiten Weltkrieg eingestellt. Links und rechts neben dem Gebäude wurden Anbauten errichtet, in die sich das ursprüngliche Kottengebäude mit seiner Schieferfassade einfügte. Das um ein Vielfaches erweiterte Gebäude wird heute als Wohnhaus genutzt. Die Orts- und Straßenbezeichnung ist bis heute im Stadtplan verzeichnet.